# Иоанн II Великий Комнин
Иоа́нн II Вели́кий Комни́н (греч. Ιωάννης Β΄ Μέγας Κομνηνός; 1262/1263, Трапезунд, Трапезундская империя — 16 августа 1297, крепость Лиминия, Трапезундская империя) — седьмой трапезундский император в 1280—1297 годах.

## Биография
Был младшим сыном трапезундского императора Мануила I от его третьей жены Ирины Сирикаины, трапезундской дворянки. Вступил на престол в июне 1280 года после получения в Трапезунде известия о том, что его брат император Георгий попал в плен к туркам, брошенный на территории врага своими бежавшими войсками.
В 1281 году Иоанн принял посольство от Михаила VIII Палеолога, состоявшее из Георгия Акрополита и видного священнослужителя по имени Ксифилина. Целью этой миссии было убедить Иоанна прекратить использовать титул «Император и самодержец (автократор) римлян». Михаил за 20 лет до этого получил престол Никейской империи в результате переворота против малолетнего Иоанна IV Ласкариса, который приобрел этот титул в порядке правопреемства после взятия Константинополя крестоносцами, и поэтому Михаил считал свои претензии на титул автократора более обоснованными. Кроме того, Михаила беспокоило то, что некоторые его противники видели в Иоанне претендента на императорский трон. Подозреваемых с связях с Трапезундом аристократов Михаил приказал заключить в тюрьму, а затем ослепить или убить.
Михаил неоднократно требовал от предшественников Иоанна прекратить использовать императорский титул. Когда Акрополит и Ксифилин предложили Иоанну руку византийской принцессы в обмен на отказ от титула автократора, Иоанн отказался. Иоанна ответил, что дворянство Трапезунда не позволит ему отказаться от традиционного титулования.
После того, как Акрополит оставил Трапезунд, Иоанн столкнулся с восстанием некоего Пападопулоса, который, согласно историку Джорджу Финлею, захватил цитадель и пленил императора. Финлей утверждает, что «можно установить причастность византийских агентов к этому делу». Он также указывает, что даже если Михаил VIII не имел отношения к восстанию, «не может быть сомнений в том, что это [восстание] стало причиной больших перемен во взглядах императора Трапезунда и его двора».
После подавления восстания Пападопулоса в Трапезунд прибыло второе посольство от Михаила, состоявшее из логофета Димитрия Ятропулоса и некоего видного священника, которые в очередной раз предложили сделку. На этот раз Иоанн согласился на брак, но объяснил, что он не может отказаться от императорского титула, который носили его предки. «Титул басилевса, пурпурные сапоги, вышитые орлами одежды и поклонение аристократии были дороги гражданам Трапезунда». После обещания искренности от Михаила Иоанн согласился на брак. Когда он достиг Константинополя, он, прежде чем войти в город, снял пурпурные сапоги и имперские одежды из уважения к Михаилу Палеологу, несмотря на то, что его будущий тесть в это время находился в походе против турок. В обмен на эту уступку Михаил наградил Иоанна титулом деспота. Однако Михаил умер прежде, чем свадьба состоялась.
В 1282 году, пока Иоанн был в Константинополе, его родственник, царь Имерети Давит VI Нарин предпринял попытку восстановить грузинское влияние на империю и осадил её столицу. После провала осады грузинские войска заняли несколько провинций.
Иоанн выехал в Трапезунд 25 апреля 1282 года с новой женой, Евдокией Палеолог. Едва прибыв на родину, он столкнулся с двумя новыми угрозами: во-первых, его сводный брат Георгий вернулся в Трапезунд и предпринял неудачную попытку захватить престол. Во-вторых, грузины содействовали сестре Иоанна Феодоре, дочери Мануила I и его второй жены Русудан Грузинской, занять престол. Однако вскоре в 1285 году Феодора была свергнута вернувшимся Иоанном.

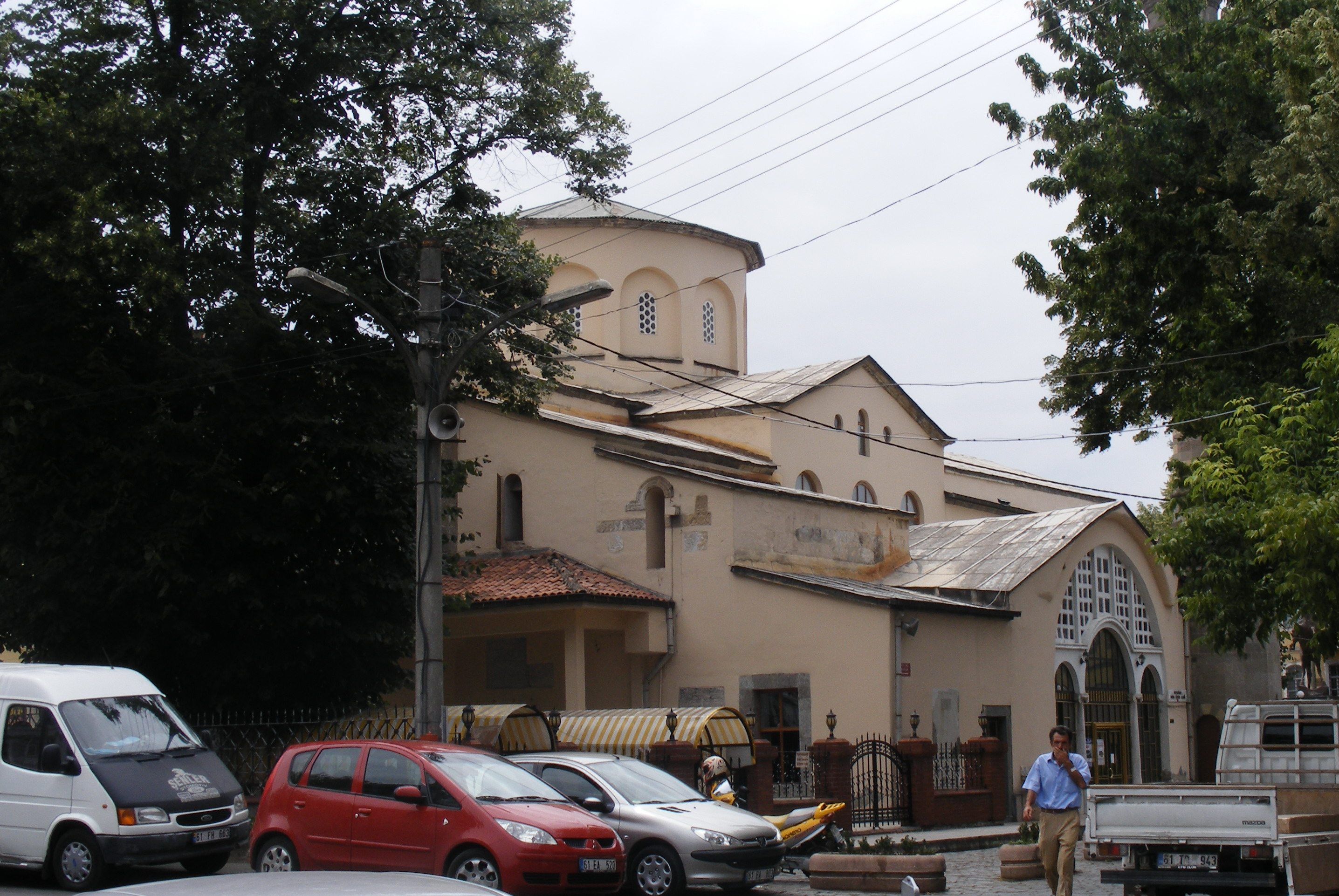
"Златоглавая церковь" в Трапезунде - место упокоения Иоанна II

Правление Иоанна было ознаменовано ослаблением влияния Хулагуидов на Трапезундскую империю. Кроме того в 1291 году папа римский Николай IV отправил Иоанну несколько писем с предложением обратиться в католичество и принять участие в новом крестовом походе, однако император проигнорировал их. В следующем году английское посольство к монголам проследовало через Трапезунд. Историк Энтони Брайер отмечает, что Иоанн не слишком гостеприимно встретил  послов, всего лишь «угостив местными деликатесами». Примерно в это время в Трапезунде была образована генуэзская колония, а также есть сведения, что в первые годы этого десятилетия францисканцы открыли монастырь в Трапезунде, который служил базой для евангелизации Анатолии.
Иоанн умер в Лимнии в 1297 году. После смерти мужа императрица Евдокия вернулась из Трапезунда в Константинополь вместе с младшим сыном. Хронист Иоанн Лазаропулос отмечает, что, когда его сын Алексей сменил его, западная часть империи Иоанна была под сильным давлением со стороны турок, и только Гиресун, Унье, часть Халибии и «тринадцать городов или крепостей Лимнии» остались в составе империи. Иоанн, возможно, находился во главе войск, когда умер. Его тело было перевезено в столицу и погребено в «Златоглавой церкви» (ныне — мечеть Фатиха). Портреты Иоанна и его жены Евдокии можно увидеть в церкви святого Григория Нисского. Примечательно, что его мантия была украшена одноглавым орлом — «особой эмблемой Комнинов из Трапезунда», в то время как одежды Евдокии украшали двуглавые орлы Византии.

## Брак и дети
- Жена: с сентября 1282 года (Константинополь) Евдокия Палеолог (ум. 13 декабря 1302), дочь Михаила VIII Палеолога, императора Византии
  - Алексей II Великий Комнин (август 1283 — 3 мая 1330), император Трапезунда
  - Михаил Великий Комнин (1285 — после 1355), император Трапезунда